# Green Templeton College
Le Green Templeton College (anciennement Green College jusqu'en septembre 2008) est l'un des collèges constitutifs de l'université d'Oxford, au Royaume-Uni. Il a la particularité de n'accueillir que des étudiants déjà diplômés. L'établissement englobe un célèbre monument architectural du XVIIIe siècle : l'observatoire Radcliffe, inspiré de la tour des Vents d'Athènes.

## Histoire

### Green College (1979-2008)
Fondé en 1979 sous la dénomination de Green College, le collège était l'un des plus récents de l'université d'Oxford. Il devait son nom à ses deux principaux bienfaiteurs : le docteur Cecil Howard Green et son épouse le docteur Ida Green. Le docteur Cecil H. Green fut l'un des fondateurs de Texas Instruments. Le Green College d'Oxford était l'un des deux établissements qu'il a créés, l'autre étant le Green College de l'Université de la Colombie-Britannique.
Le Green College se consacrait au « bien-être de l'humanité » dans le monde contemporain. Cela l'amenait à tourner l'essentiel de ses activités vers la médecine. Il couvrait également d'autres disciplines en relation avec le domaine médical, comme les sciences de l'éducation et de l'environnement ainsi que les sciences sociales.
30 % des étudiants suivaient leur cursus dans le domaine de la médecine. Environ 20 % étaient engagés dans la recherche médicale. L'un des enseignants était le professeur Stephen Oppenheimer.
Dans le domaine des sciences de l'environnement, c'est au Green College que le concept des « points chauds » de biodiversité a été développé à partir de 1988 par Norman Myers.
Le 3 juillet 2007 il a été annoncé que le Green College allait fusionner avec le Templeton College. À dater du 1er octobre 2008, les deux établissements forment le Green Templeton College, situé dans les anciens locaux du Green College.